# Vitpudrad kantlav
Vitpudrad kantlav (Squamarina lentigera) är en lavart som först beskrevs av Georg Heinrich Weber, och fick sitt nu gällande namn av Poelt. Vitpudrad kantlav ingår i släktet Squamarina och familjen Stereocaulaceae.  Arten är reproducerande i Sverige. Inga underarter finns listade i Catalogue of Life.